# 性感小貓的演説 / 坦率地面對對方 / 不是這樣的
《性感小貓的演説 / 坦率地面對對方 / 不是這樣的》（セクシーキャットの演説 / ムキダシで向き合って / そうじゃない）是日本的女子偶像組合早安少女組。'16的第62张单曲。2016年11月23日由zetima发售。

## 概要
- 《性感小貓的演説 / 坦率地面對對方 / 不是這樣的》是早安少女組。'16第七張3A單曲。
- A面曲《不是這樣的》是淳君特定為牧野真莉愛所寫，亦由她擔任中心成員；而A面曲《性感小貓的演説》的中心成員是譜久村聖、工藤遙和小田櫻。
- 此單曲有6個版本，分別有「初回生產限定盤A - C」和「通常盤A - C」。「初回生産限定盤A」收錄了「性感小貓的演説」的PV；「初回生産限定盤B」收錄了「坦率地面對對方」的PV；「初回生產限定盤C」收錄了「不是這樣的」的PV。
- 在12月5日於Oricon公信榜单曲週榜取得第1名。
- 《性感小貓的演説 / 坦率地面對對方 / 不是這樣的》是繼《凜冽寒風與單相思 / ENDLESS SKY / One and Only》1年後再次於公信榜單曲週排行榜取得第1位。
- 此外，單曲是早安少女組。繼第61張單曲《泡沫般的週六夜! / The Vision / 稱為東京的一角》後，第33張銷量10萬以上的單曲（10.2+萬張）。

## 收錄内容

### CD
1. 性感小貓的演説
（作詞、作曲：淳君、編曲：大久保薫）
2. 坦率地面對對方
（作詞：星部ショウ、作曲：Jean Luc Ponpon & 星部ショウ、編曲：Jean Luc Ponpon）
3. 不是這樣的
（作詞、作曲：淳君、編曲：平田祥一郎）
4. 性感小貓的演説 (Instrumental)
5. 坦率地面對對方 (Instrumental)
6. 不是這樣的 (Instrumental)

### DVD（初回生產限定盤A）
1. 性感小貓的演説（Music Video）

### DVD（初回生產限定盤B）
1. 坦率地面對對方（Music Video）

### DVD（初回生產限定盤C）
1. 不是這樣的（Music Video）

## 外部連結
- 早安少女組。'16官方網站 （页面存档备份，存于）（日語）
- YouTube上的《性感小貓的演説》PV
- YouTube上的《坦率地面對對方》PV
- YouTube上的《不是這樣的》PV